# واردبوهمن
واردبوهمن (به آلمانی: Wardböhmen) یک منطقهٔ مسکونی در آلمان است که در برگن (منطقه سله) واقع شده‌است. واردبوهمن ۳۵۱ نفر جمعیت دارد.